# Tames Oud
Tames Oud (Nes, 18 mei 1895 – Den Haag, 24 januari 1953) was een Nederlandse beeldend kunstenaar. Zijn oeuvre bestaat hoofdzakelijk uit schilderijen, hout- en linoleumsnedes en tekeningen waarin in krachtige doch eenvoudige beelden zijn herinneringen aan Ameland en het dagelijkse leven van boeren en vissers worden getoond.
Oud had het voor het grootste deel van zijn leven niet breed en hij moest daarom hard voor zijn centen werken. Omdat de kunst geen vetpot was kluste hij bij als zeeman, visser, sjouwer, glasblazer, scheepsstoker, decoratieschilder, bokser, wielrenner, uitvinder en kroegbaas. In zijn vrije tijd en veelal in de nacht schilderde hij door.

## Biografie
Tames Oud werd op 18 mei 1895 op Ameland in Nes geboren als jongste van een arm gezin met twaalf kinderen, waarvan de vader actief was in de scheepsbouw. Tames ging op jonge leeftijd zoals de meeste jongeren in die tijd op het eiland aan de slag op zee, eerst als visser, daarna als stoker in de koopvaardij. Hij ging ook nog naar de zeevaartschool op het eiland.
Hij verliet Ameland op zijn negentiende en zou sindsdien slechts een enkele keer voor bezoek naar het eiland terugkomen. De herinneringen aan het eiland zouden desalniettemin gedurende zijn hele leven een terugkerende thema in zijn kunstwerk zijn.
In de Eerste Wereldoorlog werd Oud voor de mobilisatie in Zeeland gestationeerd. Daar zag hij de verslagen mensen uit België voorbijtrekken. Dit maakte kennelijk indruk, want de verslagen mens werd sindsdien een terugkerende thema in zijn werk. In de winter van 1917 – 1918 kreeg hij verlof en maakte hij met maten een oversteek van het vasteland naar Ameland via de deels bevroren waddenzee. Dit ging niet zonder problemen, ze verdwaalden en werden met bevroren voeten teruggevonden. Een reisgenoot kwam gedurende de tocht te overlijden.
Na de oorlog ging Oud weer varen en werkte hij in  fabrieken. Hij trouwde en in 1918 kreeg hij een dochter. In 1920 vestigde hij zich met zijn gezin in België. Ze woonden korte tijd in Brussel en later dieper in Wallonië. In 1923 werd hij glasblazer in Charleroi. Het immer niet breed hebbende, ging hij in die periode 's avonds voor het geld boksen. Ook ging hij naar het Atheneum, waar hij het imitatieschilderen van hout en marmer leerde, alsook het bewerken van marmer, brons en ivoor en houtsnijden.

Eind jaren 1920 verhuisde het gezin weer naar Brussel, waar Oud studeerde aan de Academie voor Schone Kunsten. Hij maakte er kennis met onder andere Jean Brusselmans en Constant Permeke. Na de opleiding vestigde hij zich in Antwerpen. Hier werd hij ditmaal sjouwer in de dokken. Ook ging hij als decoratieschilder werken en decoreerde hij huizen in de buurt van Brussel. Hij vestigde het bedrijf Entreprises Générales de Peintures in Schaarbeek en schilderde marmer- en houtimitaties. Het gezin verhuisde nogmaals, deze keer naar Laken.

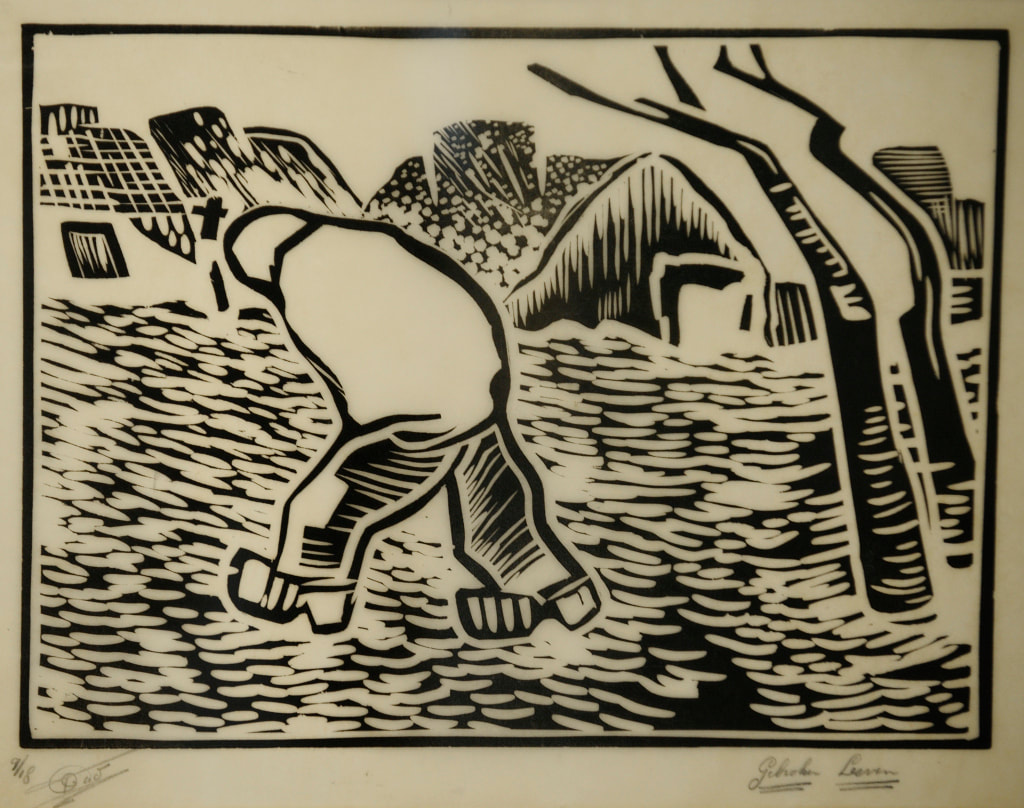
Huiswaarts, gebroken leven (1931)

Hoewel technisch zeer vaardig liet Oud de academische benadering varen. Hij raakte geïnspireerd door het werk van de Vlaamse expressionisten zoals de eerder ontmoette Permeke. Zijn werk werd krachtig, expressief en qua vormentaal enigszins naïef. Qua onderwerp heeft Oud in zijn Vlaamse tijd een voorkeur voor het boeren- en arbeidersleven. Zijn eerste tentoonstelling was in 1931 in zijn eigen atelier. Ondanks gebrekkige belangstelling kreeg hij een lovende kritiek in een Belgisch tijdschrift en werd hij genoemd in een rijtje met grote schilders uit die tijd zoals James Ensor en Permeke. In 1932 deed Oud mee aan een grote expositie in het gemeentehuis te Laken, alwaar hij dé ontdekking van de tentoonstelling zou worden.
In 1934 openden Oud met zijn vrouw in Brussel een café en verhuisden ze naar het noorden van de stad. Er volgden meer tentoonstellingen en zijn schilderijen hingen op de wereldtentoonstelling van Brussel in 1935. Na vijf jaar begon het minder te lopen in het café omdat de gasten afgeschrikt werden door zijn enthousiasme voor de kunst. 

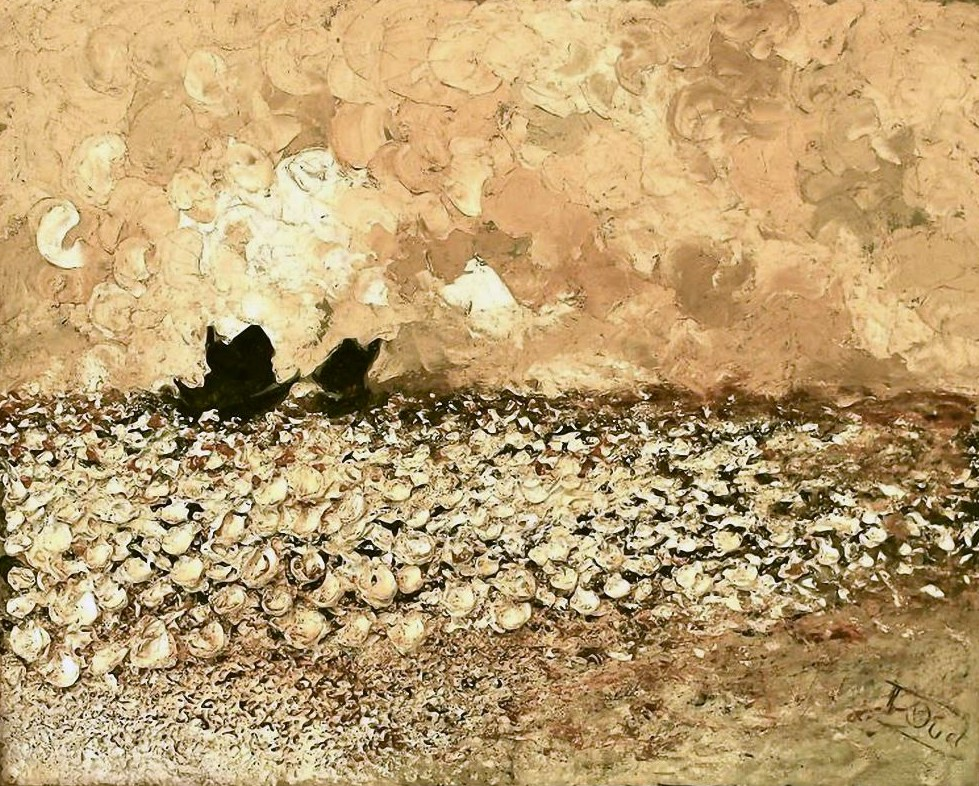
Schelpenzee (1939), met schelpen in de golven verwerkt.

Zijn dochter werd mannequin en vestigde zich in Amsterdam. Oud en zijn vrouw vestigden zich eind jaren dertig in Den Haag om bij haar in de buurt te blijven. Hier kieste hij uitdrukkelijk voor een bestaan als kunstschilder. Er vond een grote omslag plaats in zijn werk en er ontstonden nieuwe thema’s als het leven in de haven en het zeegezicht. Ook paste hij een pointillistische techniek toe. In 1939 had hij in Nederland een eerste van een reeks tentoonstellingen.
Tijdens de Tweede Wereldoorlog legde hij zich toe op tekenwerk en grafiek. In 1952 nam hij deel aan de Biënnale van Venetië waar hij exposeerde met houtsnedes. Hetzelfde jaar verkocht hij grafiek aan het Museum of Modern Art in New York.
Tames Oud overleed op 24 januari 1953 op 57-jarige leeftijd in Den Haag.

## Postuum
Werken van Tames Oud zijn tentoongesteld in het Museum of Modern Art in New York. 

In 1977 was een expositie van Ouds werk in het gemeentehuis van Ameland te Ballum. In 1981 was er een tentoonstelling in het Fries museum en in 1985 volgde een overzichtstentoonstelling, onder curatorschap van Atelier 1887 aan het Klein Schavernek in Leeuwarden.
|                                                                 |  |  |
| Twee tekeningen van Oud: Boerderij op Ameland (links) en Winter |  |  |

Door de Leeuwardse galerie De Roos van Tudor werd in de zomer van 2013 de tentoonstelling 'Cross Roads' gehouden. Op deze tentoonstelling werden werken van destijds hedendaagse kunstenaars gepresenteerd die gebaseerd waren op een werk van overleden kunstenaars. Zo was er een olieverfschilderij zonder titel van Euf Lindeboom dat geïnspireerd was op Ouds tekening Boerderij op Ameland; en de ets "Weerloos"  van Elsje van Heck, geïnspireerd op Ouds tekening Winter.

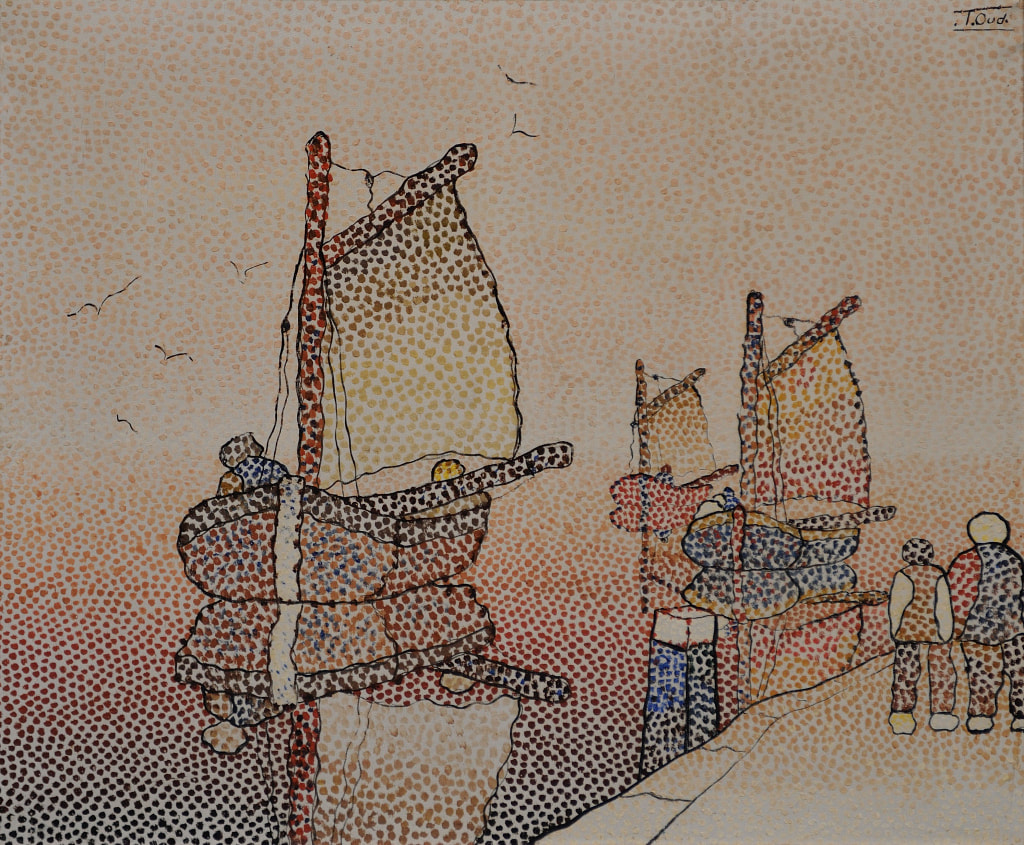
Scheveningen, gebruikt als poster voor de overzichts-tentoonstellingen in 2023

In het najaar van 2023 werden onder de titel Tames Oud – Eiland van verlangen overzichtstentoonstellingen van Ouds werk gehouden in Museum Belvédère, waar vooral gericht werd op werken met een Vlaamse en Hollandse connectie; en in Museum Sorgdrager, waar vanuit cultuurhistorisch oogpunt gefocust werd op schilderijen en werken op papier die refereren aan Ameland.
Thans is Ouds werk met name te vinden in de collecties van het Stedelijk Museum en het prentenkabinet van het Rijksmuseum in Amsterdam, het Gemeentemuseum Den Haag, het Fries Museum, Museum Belvédère in Oranjewoud, Amelander musea, het Teylers Museum in Haarlem, en in de collectie van de Koninklijke Bibliotheek van België.

## Stijl en werk
|                                                                           |  |  |
| Sint Maarten, of Sunderkloazen, linosnede (links) en schilderij (rechts). |  |  |

 Oud wordt beschreven als een eigenzinnige en 'bezeten' kunstenaar, wiens werk niet in een bepaalde stroming past. Hij ontwikkelde een eigen stijl, met karakteristieken vergelijkbaar met die van het werk van zijn Nederlandse en Belgische collega's, met name Vlaamse pointillisten en expressionisten. Zowel in zijn schilderijen, grafiek (hout- en linosnedes) als tekeningen (houtskool en krijt op papier) gebruikte hij krachtige, eenvoudige vormen. In zijn schilderijen wordt stevig gebruikgemaakt van olieverf, soms zo dik aangebracht dat er een reliëf ontstaat.
Veelvuldig terugkerende thema's in Ouds werk zijn de gebroken mens en zijn herinneringen aan Ameland. Ook koos hij veelvuldig onderwerpen uit het dagelijkse bestaan van boeren en vissers. Gedurende zijn periode in Den Haag werden de havens van Scheveningen een belangrijk thema in zijn werk.

## Varia
Tames Oud was achterneef en vriend van de latere kardinaal Johannes de Jong.

## Galerij

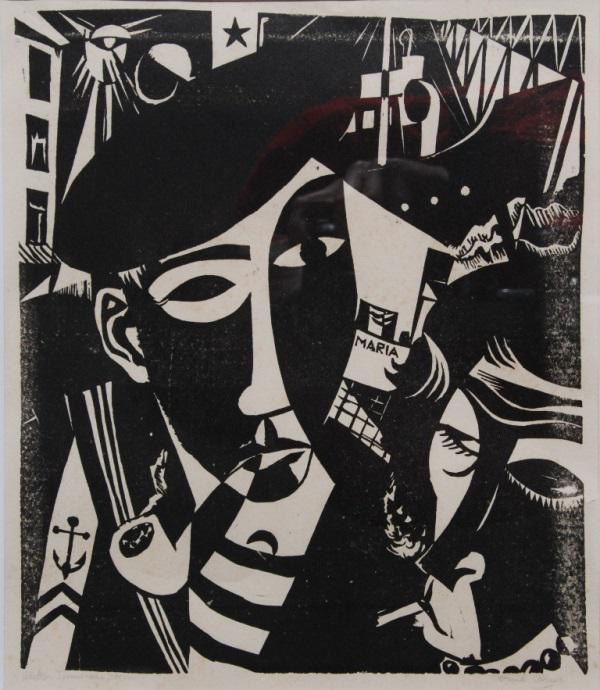
Pijprokende visser
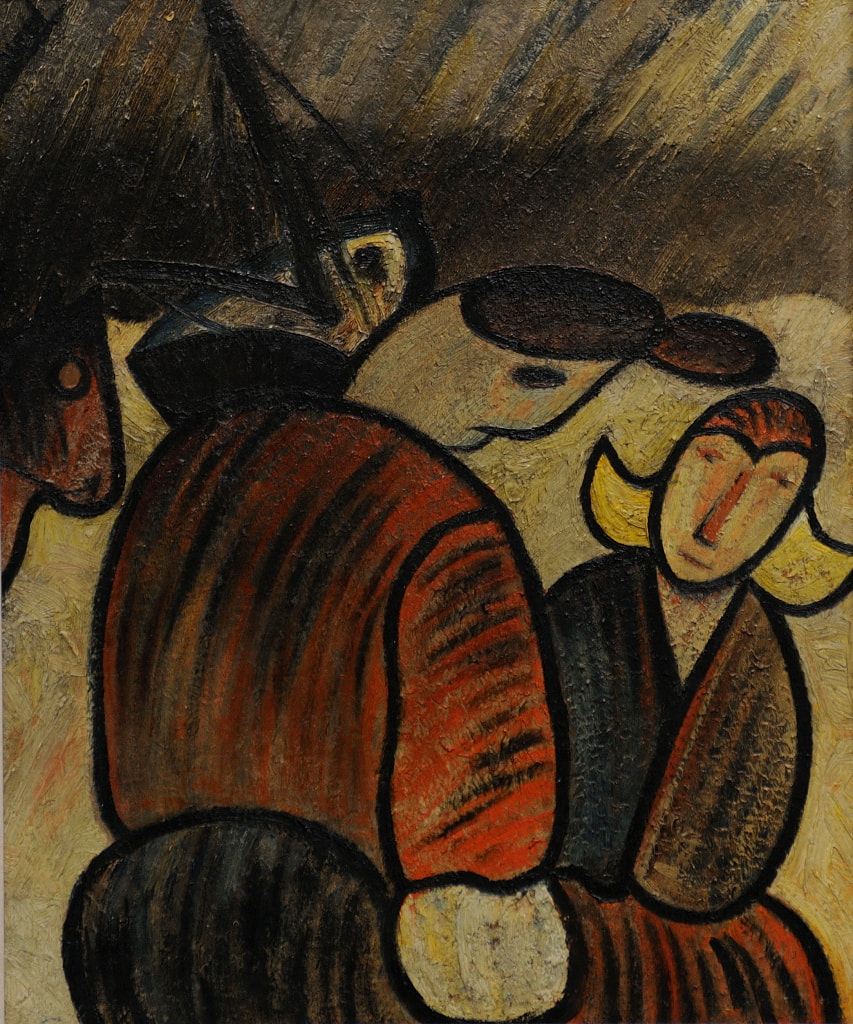
Het vaarwel tot ziens
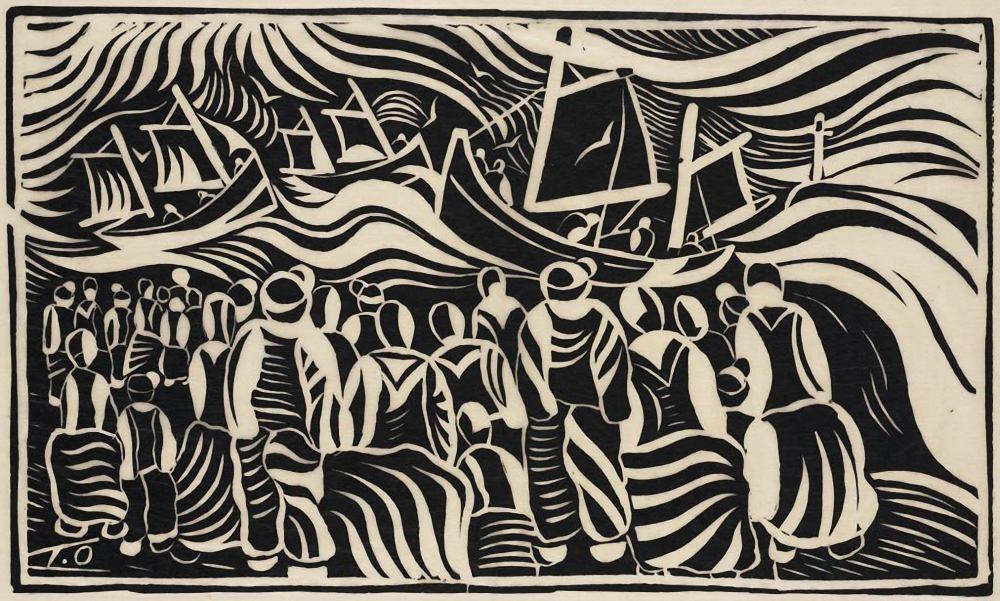
Storm op zee
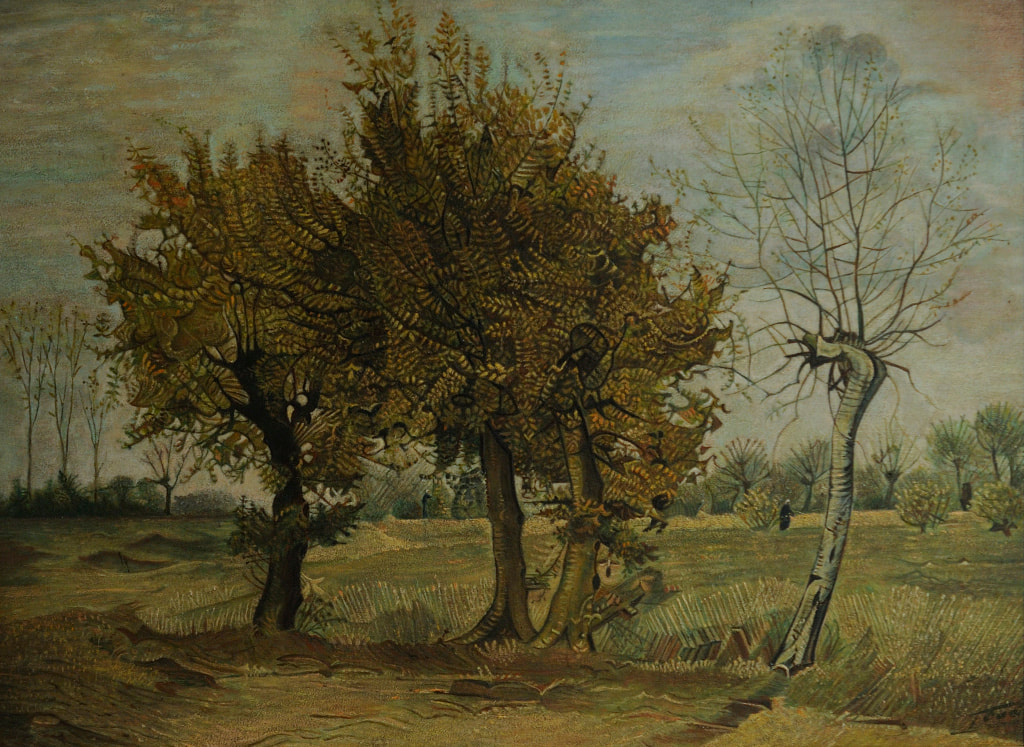
Kloostertuin in Nuenen